# Luis Tristán

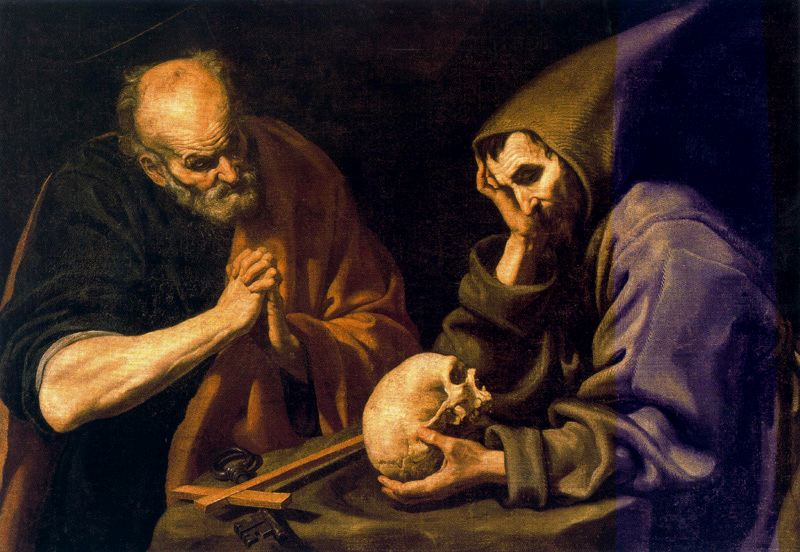
San Pietro e San Francesco, Segovia, Palacio de Riofrío, Patrimonio Nacional.

Luis Tristán de Escamilla, noto semplicemente come Luis de Escamilla o Luis Rodríguez Tristán (Toledo, 1586 – Toledo, 1624), è stato un pittore spagnolo, esponente del Manierismo spagnolo e appartenente alla fase del Siglo de Oro.

## Biografia
La data e il luogo di nascita di Tristán non sono definibili con certezza; Palomino, nel suo scritto dedicato ai maggiori esponenti dell'arte spagnola, ne precisa le origini dicendolo «nato in un paese delle vicinanze di Toledo», in una data compresa tra il 1580 e il 1586.
Figlio di artigiani, Luis perse il padre quando ero molto piccolo mentre sua madre, Ana de Escamilla, alcuni anni dopo la morte del consorte, aveva affittato un'osteria all'interno di Toledo. L'artista crebbe insieme ai numerosi fratelli, uno dei quali, Baltasar, prese i voti come frate domenicano mentre un altro (che si faceva chiamare "de Acevedo") intraprese l'attività di pittore di paesaggi, sebbene il suo operato sia rimasto sconosciuto.
Tra il 1603 e il 1607, Tristán risulta attivo nella bottega toledana di El Greco, artista greco perfettamente stabilitosi in ambito locale, nel cui atelier si distinse come uno degli allievi più brillanti. Tra i pochi allievi conosciuti dell'artista, Tristán iniziò a firmare le sue opere col cognome della madre e imitando in parte lo stile del proprio maestro.
Intraprese quindi un viaggio in Italia, compiuto forse tra il 1606 e il 1613, dove ebbe modo di documentarsi sull'opera di artisti quali Guido Reni, Luca Cambiaso e molto probabilmente Caravaggio stesso. Ritornato in Spagna, ebbe la sventura di assistere alla morte del proprio maestro, avvenuta il 7 aprile 1614 a Toledo. Alla sua morte, Tristán ereditò lo stile sinuoso ed in parte ambiguo del suo predecessore, oltre che il ruolo di assoluto protagonista della scena artistica di Toledo, città che non abbandonò mai.

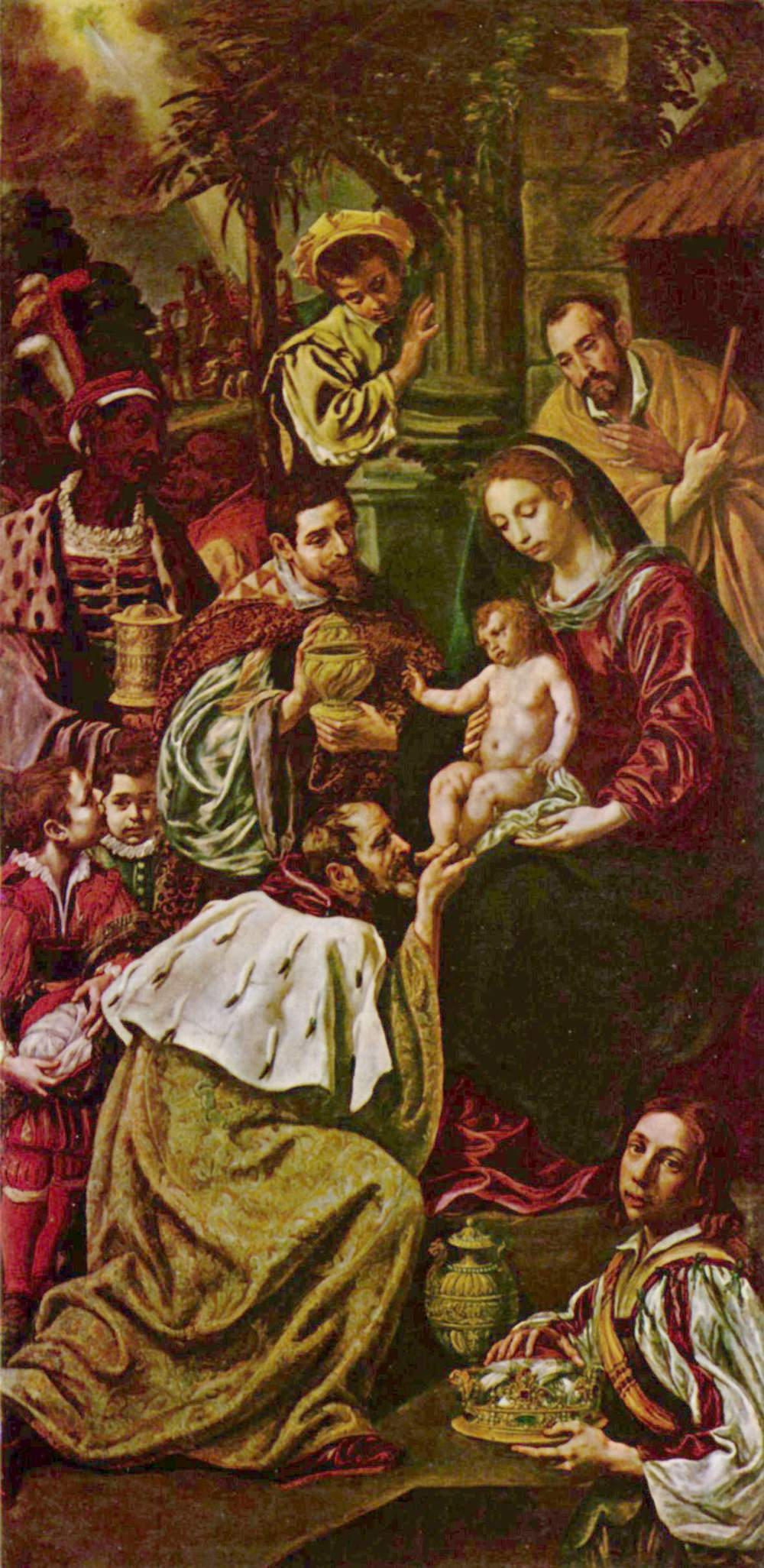
Luis Tristán, Adorazione dei Magi, 1620, Budapest, Szépmüvészeti Múzeum.

Nel 1616, l'artista eseguì un retablo per la chiesa di San Benito Abad della vicina Yepes in cui si distaccò notevolmente dai canoni di El Greco, mostrando una più evidente autonomia e una certa difficoltà nell'allungamento delle figure. Di straordinario realismo è la Santa Monica, ora al Prado, in cui l'impressionante resa della pelle rugosa e deformata sembra ribadire concetti appresi durante il soggiorno in Italia.
Nel 1623, Tristán venne chiamato ad eseguire un'enorme pala d'altare per il Convento de Santa Clara di Toledo, opera che Ceán Bermúdez attribuì erroneamente ad El Greco stesso. In questo lavoro più tardo, l'artista sembrò infatti riprendere lo stile manieristico tipico del maestro, come evidente in modelli come il Battesimo di Cristo o la  Pentecoste. Tristán aprì a sua volta una bottega nella città natale, presso il quale si sarebbe formato l'artista Pedro de Camprobín a partire dal 1619. L'artista morì qui all'età di trentotto anni, segnando comunque un duro colpo per l'arte toledana del tempo; come spiega lo studioso Angulo, infatti, «al contrario della scuola madrilena che ha conservato vitalità per tutto il XVII secolo, quella toledana si concluse all'inizio del primo terzo del secolo.»